# Triocnemis saporis
Triocnemis saporis là một loài bướm đêm trong họ Noctuidae.